# Negyedi Újság
A Negyedi Újság egy regionális közéleti lap a Felvidéken. A negyedévente megjelenő lap Negyed község eseményeiről nyújt tájékoztatást. A 2002-ben alapított lap a Niget Polgári Társulás kiadványaként jelenik meg. Főszerkesztője Sass János, szerkesztőbizottságának tagjai Kiss Gyula és Vígh Katalin.